# Okunin (stacja kolejowa)
Okunin – przystanek kolejowy we wsi Okunin, w woj. lubuskim, w Polsce.